# Fleur Strijbos
Fleur Strijbos (1997) is een Belgische sopraan, bekend om haar interpretaties binnen de klassieke muziek en haar passie voor de liedkunst.

## Biografie
Fleur groeide op in Hoogstraten, waar haar ouders een muziekhandel hebben en privémuzieklessen geven. Ze begon haar professionele zangopleiding bij Anne Cambier aan het Koninklijk Conservatorium Antwerpen, waar ze in juni 2020 haar masterdiploma 'Podiumkunsten – Klassieke zang' behaalde met grote onderscheiding. Vervolgens studeerde ze bij Barbara Bonney aan de Universität Mozarteum Salzburg.

## Carrière
Tijdens haar opleiding vertolkte Fleur rollen zoals Susanna in Mozarts Le Nozze di Figaro, Miss Wordsworth in Brittens Albert Herring en Amore in Glucks Orfeo ed Euridice. Ze werkte samen met operadeskundigen als Guy Joosten en Sabrina Avantario, Jeanne-Minette Cilliers en Benoît De Leersnyder.
In 2022 vormde ze een liedduo met pianiste Babette Craens, bekend als "Duo Fleur Strijbos & Babette Craens". Ze werden geselecteerd voor de Udo Reinemann Masterclasses 2022-2023 en bereikten de halve finale van Supernova 2024, een wedstrijd voor jonge kamermuziekensembles georganiseerd door Klara. Sinds 2024 zijn ze aangesloten bij Vrienden van het Lied.
Fleur trad op als 'Jong Talent' op Belgische festivals zoals Liedfest Antwerpen (2020), Gent Festival van Vlaanderen (2021) en Young Masters van de Middagconcerten van Antwerpen vzw (2022). In 2021 nam ze deel aan de Puccini Festival Academy in Italië, wat leidde tot haar vertolking van Ancella di Turandot I in Turandot tijdens het Puccinifestival.
Sinds oktober 2023 is Fleur artieste in residentie aan de Koningin Elisabeth Muziekkapel, waar ze hoogstaande coaching ontvangt en deelneemt aan concerten.
Op 17 december 2024 trad Fleur op tijdens het jaarlijkse kerstconcert in het Koninklijk Paleis te Brussel, bijgewoond door de koninklijke familie. Het concert werd uitgezonden op VRT 1.